# Révleányvár
Révleányvár is een plaats (község) en gemeente in het Hongaarse comitaat Borsod-Abaúj-Zemplén. Révleányvár telt 622 inwoners (2001).